# Vlog

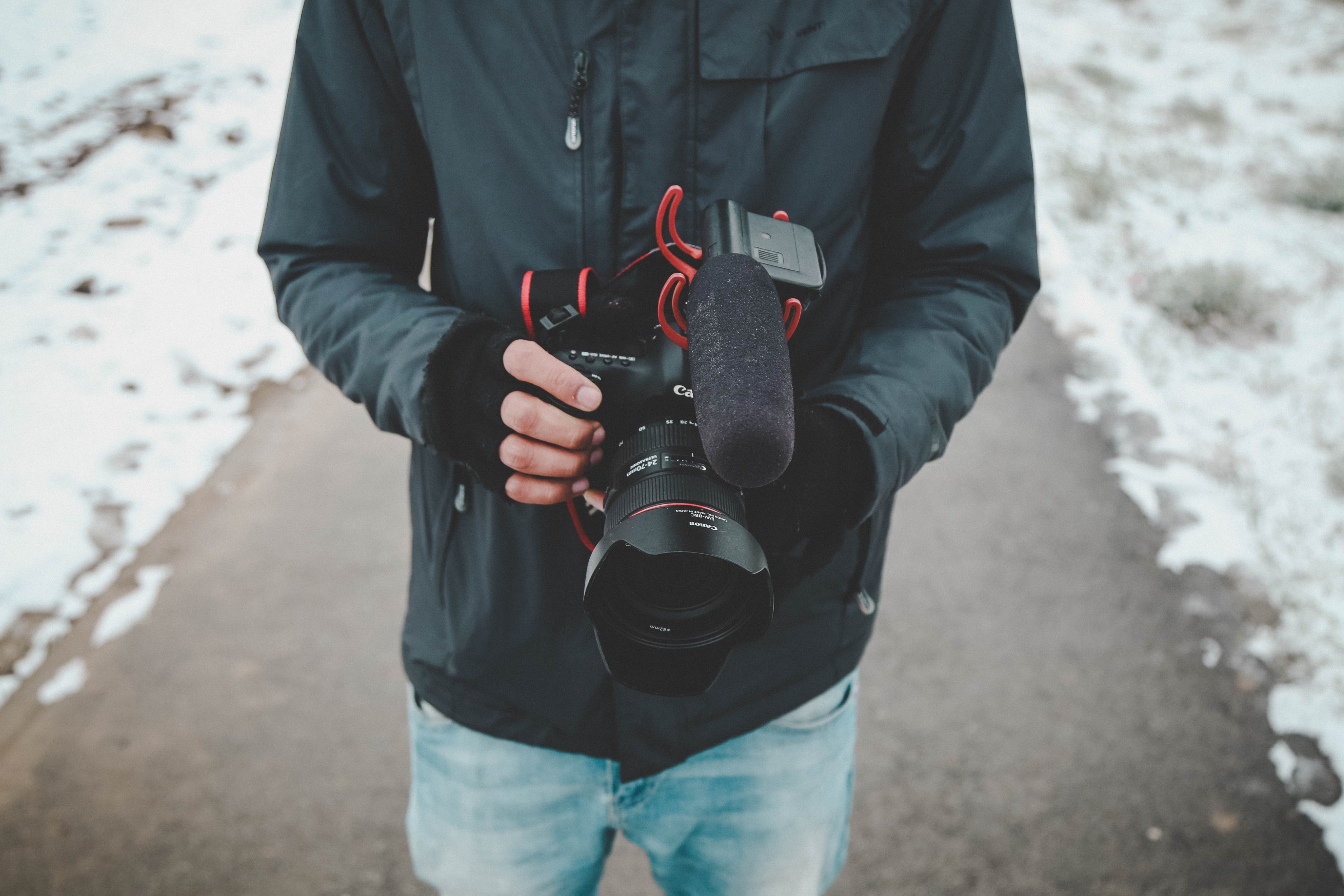
Vlogger s kamerou

Video blog, zkráceně nazývaný vlog, je blog, při kterém se dotyčná osoba nevyjadřuje písemně, avšak ústně, a zároveň při tom může točit sebe nebo své okolí. Natáčení vlogů je populární na platformě YouTube. Člověk, který při svém vyjadřování používá formu video blogu, je video bloger či vloger. Točit vlogy je pro některé lidi jednodušší než psát dlouhé odstavce; pro diváka bývá požitek z videa zase zábavnější. Mezi vlogy se mohou řadit různá instruktážní videa, humorná videa nebo pravidelné shrnutí novinek. Vlogy můžeme také nazývat dle pravidelnosti (například „denní vlog“).